# Mississippi w ogniu (singel)
Mississippi w ogniu – piosenka grupy Ørganek i pierwszy singel z płyty Czarna Madonna, wydany 10 października 2016 przez Mystic Production. Radiowa premiera utworu odbyła się 8 października 2016 w audycji "Myśliwiecka 3/5/7" w Trójce. Dnia 25 października opublikowano wideoklip w reżyserii Marty Kacprzak. Utwór "Mississippi w ogniu" uzyskał dwie nominacje do nagród Fryderyki 2017 w kategoriach Utwór Roku (zdobyty laur) i Teledysk Roku.

## Notowania
- Lista Przebojów Trójki: 1[3]